# Diagrama quiver
En física teòrica, un diagrama quiver és un esquema gràfic que representa el contingut de partícules de matèria d'una teoria de gauge que descriu D-branes en orbifolds.
Cada node del diagrama correspon a un factor U(N) del grup de gauge, i cada enllaç representa un camp en la representació bifundamental: {\displaystyle (M,{\bar {N}})}.
La pertinència dels diagrames quiver en teoria de cordes va ser destacat i estudiat per Michael Douglas i Greg Moore. Mentre que els físics teòrics de corda utilitzen el mot quiver, molts dels seus col·legues en física de partícules anomenen mooses (ants) aquests diagrames.